# SMS Hertha (1897)
Pour les autres navires du même nom, voir SMS Hertha.

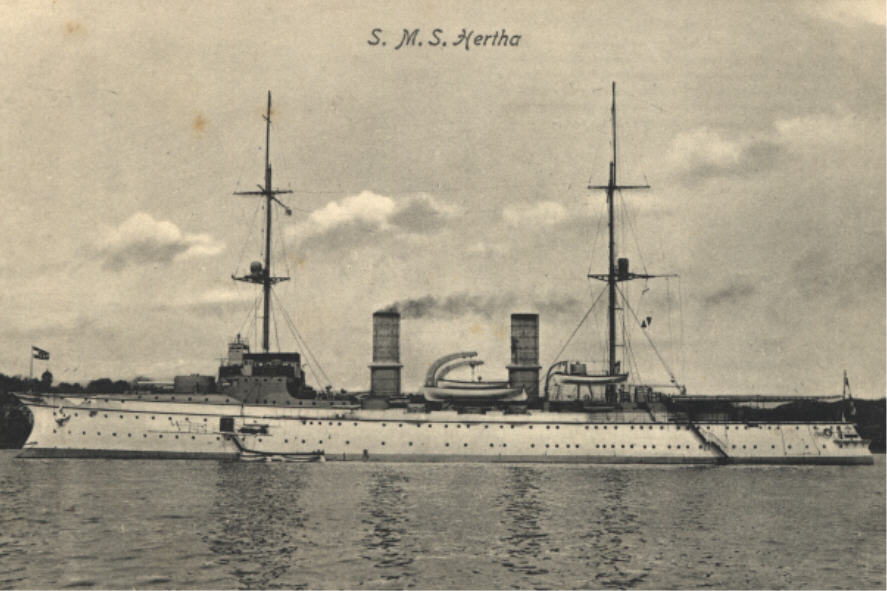
Photographie du SMS Hertha, vers 1908

Le SMS Hertha est le deuxième croiseur protégé de la classe Victoria Louise qui en comprenait cinq (IIe classe). Ce bateau de guerre de la marine impériale allemande a été mis à l'eau le 14 avril 1897 et a été classifié en grand croiseur en 1899. Il a servi comme navire pour l'outre-mer, et, à partir de 1908, comme navire-école.

## Historique
La compagnie AG Vulcan Stettin construit le bateau, qui comme le Victoria Louise était planifié depuis 1890. En effet le secrétariat à la marine (Reichsmarineamt) et l'empereur lui-même décident de l'urgence de la création d'une véritable flotte de nouveaux croiseurs, pour concurrencer celle de la Royal Navy. Ils doivent être plus grands que les anciens, plus facilement manœuvrables et légèrement cuirassés.
Le fils aîné du régent Léopold de Bavière, le prince Louis, baptise le navire du nom d'« Hertha ». Il effectue son premier voyage d'essai, le 20 avril 1898, de Stettin à Kiel et entre en service, le 23 juillet 1898. Quelque temps plus tard, il escorte le yacht impérial SMY Hohenzollern, avec le croiseur léger Hela en direction de l'Orient, où le couple impérial allait faire un pèlerinage en Terre sainte. Le navire quitte Kiel, le 18 septembre 1898, traverse le détroit de Gibraltar et atteint Venise, le 4 octobre, où il est rejoint par les deux autres bateaux. La croisière se poursuit avec des étapes à Constantinople, à Haïfa, à Jaffa, d'où le Kaiser, son épouse et sa suite vont visiter les Lieux Saints, à Port-Saïd et au retour à Beyrouth, d'où le Hertha poursuit seul sa route, et en Crète. Il doit s'arrêter à Gênes à cause d'avaries survenues surtout dans les chaudières et les réparations sont effectuées aux chantiers Ansaldo. Il y reste, jusqu'en mars 1899.

### Extrême-Orient
Le navire est classifié comme grand croiseur, à l'issue de sa modernisation à Gênes et il reçoit l'ordre de se rendre en Extrême-Orient, pour renforcer l'escadre impériale qui y est stationnée. Le navire prend le départ, le 14 avril 1899, atteint Singapour, le 21 mai et arrive enfin dans le port nouvellement construit de Tsingtau qui vient d'être concédé par la Chine à l'Empire allemand, pour quatre-vingt-dix-neuf ans.

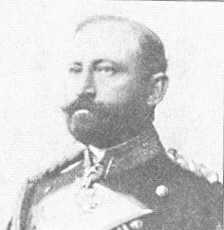
Le vizeadmiral Felix von Bendemann.

Le Hertha y remplace la frégate SMS Kaiser et devient le navire amiral de l'amiral en second de l'escadre, le konteradmiral Ernst Fritze (de). Le Hertha parcourt les escales de la zone, tout en escortant d'autres navires allemands, notamment au nord de la concession. Il arrive à Amoy (aujourd'hui Xiamen), le 4 novembre, où il rejoint son sister-ship, le SMS Hansa et le navire-amiral de l'escadre, la frégate SMS Deutschland. Deux jours plus tard le Hertha devient le naviral-amiral de l'amiral en second de l'escadre. Il passe trois mois à Hong Kong pour révision, tandis que la Deutschland, retourne dans la mère-patrie avec à son bord le chef de l'escadre, le prince Henri de Prusse (1862-1929), frère de Guillaume II. Son successeur, le vizeadmiral Bendemann, arrive sur zone le 17 février 1900 et fait hisser son pavillon sur le Hertha. En plus du Hertha et du Hansa, l'escadre comprend le SMS Kaiserin Augusta, les croiseurs légers SMS Gefion et SMS Irene, accompagnés des canonnières SMS Iltis et SMS Panther.
L'amiral Bendemann est reçu en audience début avril par l'empereur Meiji du Japon et le Hertha retourne avec les croiseurs à Tsingtau, le 23 avril. Ensuite le navire parcourt la zone, puis remonte le Yang-Tsé-Kiang, jusqu'à Hankou, avec le SMS Gefion. Le croiseur reçoit en juin l'ordre de se rendre à Taku, d'où le vice-amiral Bendemann doit accompagner le chef de la légation allemande à Pékin, le baron von Ketteler, dans la cité impériale, pour y être reçus à la cour. Mais la révolte démarre le 29 mai, entre Pékin et Tientsin, et il n'est plus question de ce voyage.

### Révolte des Boxers
Les légations étrangères prisonnières à Pékin réclament du renfort et il faut évacuer des ressortissants étrangers par les côtes. Le baron von Ketteler demande le renforcement de la présence des bateaux allemands à Taku. la SMS Iltis s'y rend le 31 mai et y débarque deux officiers et trente hommes de troupe pour protéger les biens et ressortissants allemands à Tientsin qui se trouve à une soixantaine de kilomètres. L’Irene et le Hertha (le 8 juin) arrivent en urgence.
Pendant ce temps le quartier des légations de Pékin, où se trouvent trois mille personnes, est assiégé non seulement par les Boxers, mais aussi par les troupes régulières chinoises. L'amiral britannique Seymour débarque une partie de ses troupes pour aller porter secours aux étrangers du quartier des légations et reçoit l'ordre d'exiger des autres navires des puissances de faire de même. C'est ainsi qu'un détachement international de 2 129 hommes est formé pour prendre la direction de Pékin. Les Allemands envoient vingt officiers, deux médecins militaires et 487 hommes. Le Hertha, quant à lui, envoie quatre officiers et 120 hommes, sous le commandement du Kapitän zur See Guido von Usedom. Le détachement quitte Taku le 10 juin sous les ordres de Seymour, mais il est attaqué le long du chemin de fer à partir du 12 juin par les forces chinoises et doit rebrousser chemin le 19 juin. Usedom crie à ses troupes le fameux : « les Allemands, au front! », car ses soldats étaient en premières lignes. Le futur amiral de la Grand Fleet à la bataille du Jutland, Jellicoe, est blessé pendant les combats et Guido von Usedom prend donc son commandement. Quatre matelots du Hertha perdent la vie.

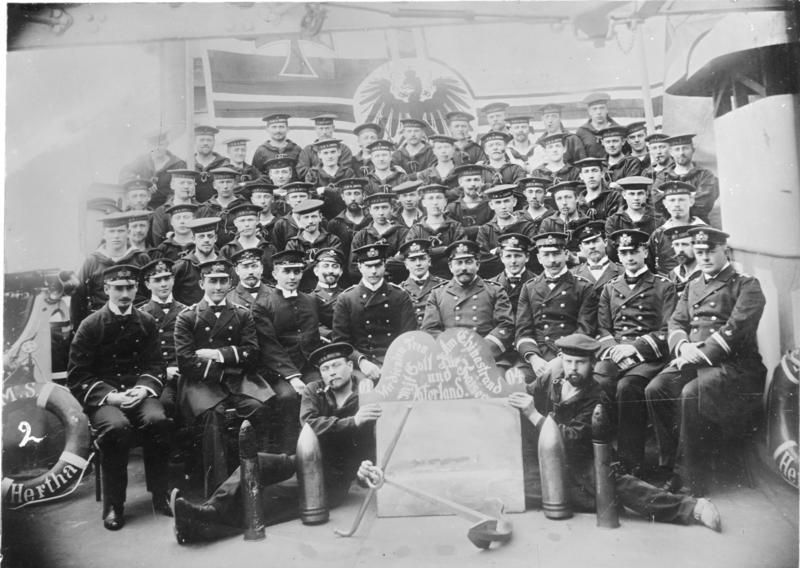
Officiers et équipage du Hertha pendant la révolte des Boxers

Sur ces entrefaites, Bendemann organise un nouveau détachement international qu'il place sous les ordres du Kapitän zur See Hugo von Pohl, avec l'appui de plusieurs canonnières, dont l’Iltis, et les forts de Taku sont pris au cours d'une bataille éclair, le 17 juin, pour ouvrir la voie vers Pékin et les troupes de Seymour. Les troupes de renfort atteignent ensuite Tientsin le 23 juin. Le Hertha y envoie quatre officiers et soixante-neuf hommes sous les ordres du lieutenant-capitaine von Trotha (futur amiral) qui rejoignent les hommes de Seymour.  Trois cents hommes retournent ensuite sur le Hertha. Le succès de l'opération est dû à l'organisation conjointe des forces russes, britanniques, françaises, japonaises et dans une certaine mesure aussi américaines. La marine allemande aurait pu, quant à elle, être encore renforcée par sa première division de l'escadre d'Extrême-Orient, composée des bateaux de la classe Brandenburg, et aussi du nouveau cuirassé SMS Fürst Bismarck, mais ces unités arrivent trop tard. Le 4 août, les 20 000 hommes de la force internationale marchent vers Pékin qu'ils atteignent le 14 août. Parmi eux, on compte 195 hommes de la Hansa, suivis à quelques jours de marche du second détachement international de Bendemann, avec 200 hommes de la Hansa, 150 hommes du Hertha, sous les ordres de von Pohl. Ces derniers arrivent le 18 août à Pékin. Le corps expéditionnaire retourne à bord de ses navires respectifs début septembre, en route pour l'Allemagne.
Entretemps le Hertha a été remplacé par le Fürst Bismarck en tant que navire-amiral, le 17 août 1900, et celui-ci le demeure jusqu'en 1909. Le Hertha désormais parcourt nombre de ports chinois pour le retour au calme et accueille à son bord le Generalfeldmarschall von Waldersee qui commande les troupes allemandes de Chine qu'il doit ramener à Taku. Le capitaine von Usedom, qui a fait preuve de bravoure, devient chef d'état-major de Walderseeet donc le premier officier, le lieutenant-capitaine Hecht, prend le commandement du croiseur Hertha, jusqu'en octobre. Le navire est chargé d'assurer la sécurité de différents ports, et retourne ensuite à Tsingtau en octobre. Sept marins du Hertha sont morts pendant les combats contre les Boxers.

### Extrême-Orient 1901-1905
Le Hertha navigue le long des côtes chinoises pour le maintien de l'ordre pendant la première moitié de l'année 1901. Il emmène le Generalfeldmarschall von Waldersee à Kobé du 8 au 16 juin, où il est reçu en audience par l'empereur du Japon, et ensuite à Nagasaki, d'où le comte retourne en Allemagne. Le Hertha reste en cale sèche un long moment pour révisions à Tsingtau et repart pour le Japon. Il est encore navire-amiral du 21 octobre 1901 au 5 mai 1902, car le Fürst Bismarck est en réparation. Du 25 mars au 5 mai 1902, le croiseur se rend à Yokosuka, pour des révisions de fond et stationne ensuite pendant une longue période à Tsingtau, puis navigue au Japon, et essuie un typhon à l'est de Taïwan, le 9 septembre. Il participe ensuite à des cérémonies officielles de l'escadre aux Philippines et dans les Indes néerlandaises, avant de retrouver Singapour. Il est à Nagazaki au début de 1903, passe quatre mois à Tsingtau et visite dans la seconde moitié de l'année plusieurs ports russes, coréens et japonais. Il remonte le Yang-Tsé-Kiang avec le Fürst Bismarck, jusqu'à Hankou à la fin de l'année et s'arrête pour réparations au début de l'année suivante. Il quitte la Chine le 31 décembre 1904, pour rentrer en Allemagne après cinq années. Il passe entre autres par Dar es Salam, alors colonie allemande, et différents points côtiers de la colonie. Il escorte pendant trois jours le SMY Hohenzollern en Méditerranée entre le 5 et le 9 avril 1905, et le 12 mai, il est de retour à Kiel, où il est mis hors service.

## Navire-école

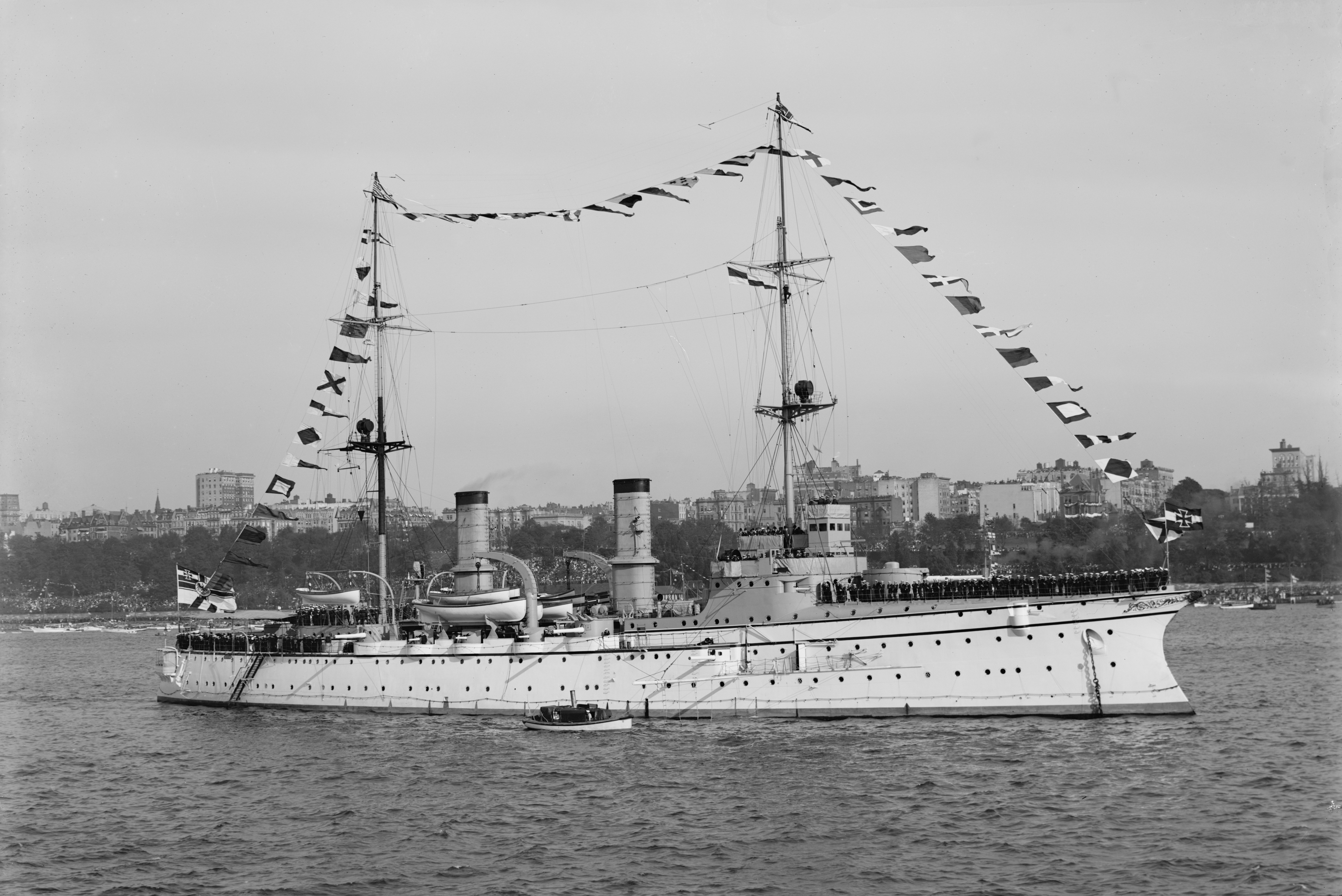
Le Hertha à New York en 1909

Le Hertha, qui est désormais dépassé techniquement, reste à l'arsenal de Kiel pour être modernisé. Les douze chaudières Belleville sont remplacées par huit chaudières modernes dites Marine-Kessel, spécialement développées par la marine impériale. Les mâts aussi sont transformés ce qui change la silhouette du navire. Il n'y a plus que deux cheminées au lieu de trois. La remise en état du Hertha se monte à 2 527 000 de marks, au début de 1908.
Il est remis en service, le 7 avril 1908, en tant que navire-école. Il part une semaine du 6 au 11 juin, à Bornholm et Swinemünde, avec le prince Louis de Bavière (qui avait baptisé le bateau) à son bord. Le bateau se rend ensuite à Bremerhaven, puis part pour une croisière de formation plus longue qui le mène en Norvège, en Écosse et en Irlande, et plus loin encore à Palma de Majorque, Funchal et Las Palmas, puis en Méditerranée, jusqu'à Alexandrie, et au retour dans de nombreux ports italiens.

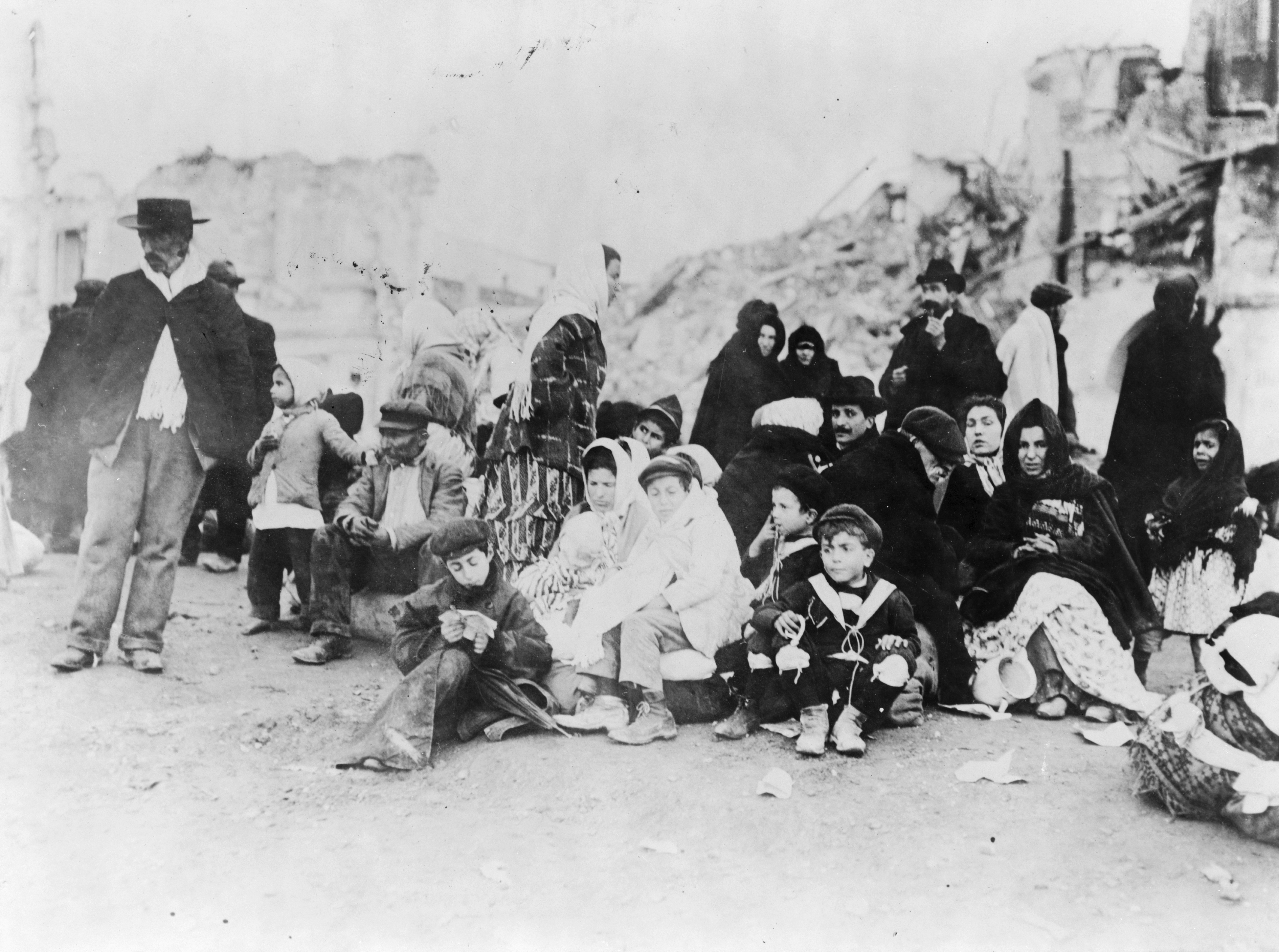
Survivants du tremblement de terre de 1908 à Messine

Alors que le bateau est ancré, le 30 décembre, à Corfou, avec le Victoria Louise, la nouvelle se répand du terrible tremblement de terre de Messine, deux jours plus tôt. Le Hertha s'y rend aussitôt avec une cargaison de vingt tonnes de produits de secours et le Victoria Louise le rejoint deux jours plus tard. Sur place on y trouve aussi six navires britanniques, cinq navires russes (dont l’Amiral Makarov et le Slava), et cinq navires français et un bateau de guerre danois. Le commandant de bord, le Kapitän zur See Hugo Louran, coordonne les opérations allemandes. Il continue ensuite à Naples pour assurer le secours, notamment du consulat allemand. Les opérations auxquelles se sont associés les paquebots Bremen et Therapia de la NDL, ainsi que le bateau à vapeur de sauvetage du port de Hambourg, le Salvator, durent jusqu'au 5 janvier. Les moyens italiens sont alors en mesure de prendre le relai. La reine Marguerite de Savoie (1851-1926) honore le bateau d'une visite de remerciement, et le roi Victor-Emmanuel III cite le bateau dans son discours du 5 janvier. Le Hertha retourne donc à Corfou après avoir reçu une plaque en hommage à la marine italienne.
Le Hertha est de retour à Kiel le 15 mars, fait son voyage annuel en Norvège et part pour New York, le 7 août. Il y retrouve le Victoria Louise et les croiseurs légers SMS Bremen et SMS Dresden qui participent aussi aux festivités Hudson-Fulton, du 26 septembre au 9 octobre. Le navire croise ensuite aux Caraïbes et il est de retour à Kiel le 8 mars 1910. Le voyage de formation d'été se passe en Norvège et en mer Baltique puis le navire se rend en Méditerranée, jusqu'au 7 mars 1911. L'été suivant, il est à Stockholm, en Norvège et en Écosse, et le grand voyage d'hiver se passe dans les Indes occidentales et se termine le 11 mars 1912. Son cinquième voyage d'hiver le mène aux Açores, où le commandant du Hertha prend à son bord des mutins du vapeur Lotte Menzel qui doivent être menés en prison en Allemagne via Funchal. Le bateau reçoit l'ordre, le 12 novembre 1912, de se rendre en Méditerranée orientale pour assurer la sécurité des ressortissants allemands, alors qu'éclate la Première Guerre balkanique.

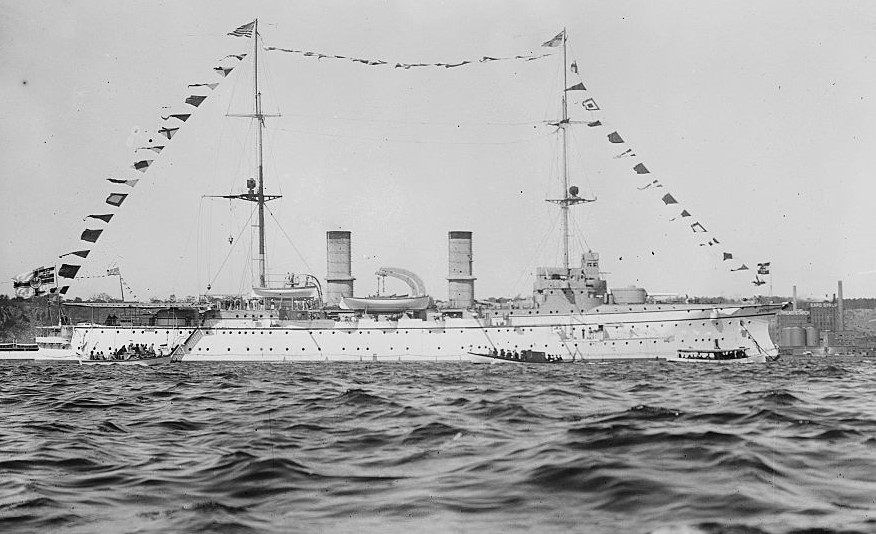
Photographie du SMS Hertha en 1909

Le Hertha est placé dans la nouvelle division de Méditerranée sous les ordres du konteradmiral Trummler, à bord du navire amiral SMS Goeben. Le Hertha fait escale dans de nombreux ports de Méditerranée et quitte la division en février 1913, pour son voyage de retour. Le voyage de formation de l'été 1913 se passe en Norvège et celui d'hiver (qui débute traditionnellement en août) le mène à Halifax et du 21 octobre au 2 novembre à Veracruz, où des troubles ont récemment éclaté. Il retourne par les Antilles et arrive le 13 mars 1914 à Kiel. C'est ensuite le dernier voyage de formation du navire avec soixante-quinze cadets à bord, à partir du 2 juin. Il croise encore dans les eaux norvégiennes et écossaises et il est ancré du 22 au 25 juillet à Édimbourg. C'est le dernier navire allemand à quitter les eaux britanniques avant la déclaration de la guerre.

## Première Guerre mondiale
Le Hertha est affecté au Ve groupe de reconnaissance (Aufklärungsgruppe), ou d'éclairage, en mer du Nord, sous le commandement du contre-amiral Gisberth Jasper, avec le SMS Victoria Louise, le SMS Vineta, et le navire-amiral SMS Hansa. Au bout de quelques jours le groupe est chargé de la surveillance à l'est de la mer Baltique, où se trouvent les navires russes. Le Hansa combat entre le 24 et le 26 octobre qui le mène jusqu'au golfe de Finlande. Le contre-amiral Jasper monte à bord du Hertha car le Hansa doit rentrer d'urgence à Dantzig pour des réparations et le Hertha rentre à Swinemünde, passant au travers de la guerre sous-marine. Il est à Kiel, le 30 octobre 1914 et le groupe est dissout le 15 novembre, car ses navires sont trop vulnérables aux attaques des torpilleurs et des sous-marins ennemis. Le Hertha est mis hors service le 16 novembre.
Il sert de casernement à Flensbourg, puis il est rayé des listes le 6 décembre 1919 et démoli à Audorf, près de Rendsburg.